# Reiherstieg
Reiherstieg heißt ein schiffbarer Seitenarm der Elbe in Hamburg. Er verlässt die Süderelbe bei Flusskilometer 615 gegenüber dem Harburger Hafen, durchschneidet den westlichen Teil von Wilhelmsburg, trennt die Stadtteile Steinwerder und Kleiner Grasbrook und mündet nach sieben Kilometern gegenüber dem Baumwall in die Norderelbe.

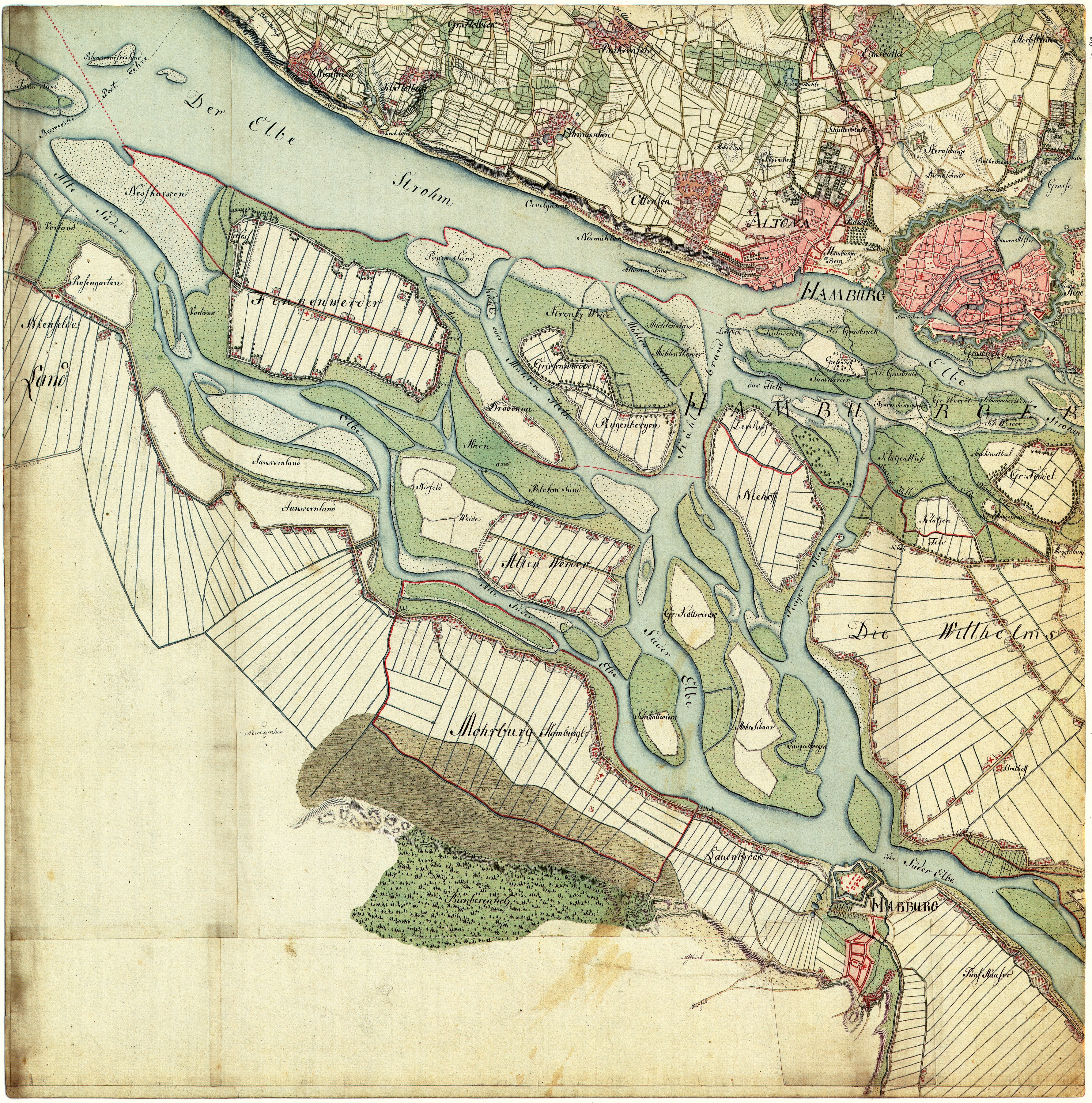
Karte von 1790 mit dem westlichen Wilhelmsburg und den Flussarmen zwischen Reiherstieg und Alter Süderelbe

Das Gewässer entstand im Laufe des 14. und 15. Jahrhunderts, als nach schweren Sturmfluten die Elbinsel Gorieswerder in mehrere Inseln getrennt wurde. Es floss mit vielen Nebenarmen von Süd Richtung Nord zwischen den Inseln Hohe Schaar, Langer Morgen, Neuhof und Ross zu seiner linken und Rotehaus, Reiherstiegland, Klütjenfelde auf seiner rechten Uferseite. Sein Mündungsbereich südlich des Grevenhofs (nahe dem heutigen Grevenhofkanal), das Fleth genannt, knickte Richtung Westen ab und endete im Köhlbrand. Im 19. und 20. Jahrhundert wurden die Wasserstraßen abgedeicht, begradigt und teilweise zu Hafenbecken umgebaut. Seither mündet der Reiherstieg zwischen Steinwerder und dem Kleinen Grasbrook direkt in die Norderelbe.
Bereits ab Ende des 17. Jahrhunderts siedelten sich am Reiherstieg zahlreiche Werften an. Die erste und bekannteste war die Reiherstiegwerft, 1698 am Reiherstiegdeich beim Klütjenfeld gegründet. Sie verlegte ihr Betriebsgelände 1861 an die Reiherstiegmündung auf dem Kleinen Grasbrook. Weitere Werften waren die von Johann Beenck, die Dreyer-Werft, die Franck-Werft, Oertz & Hader, August Wolkau und einige mehr. Noch heute existieren die Norderwerft am Ellerholzdamm und die Theodor-Buschmann-Werft im Eigentum der Fairplay-Towage.
Strukturbestimmend war zudem die sich am Reiherstieg ansiedelnde Industrie, insbesondere die Mineralölindustrie, zum Beispiel mit der auf der Hohen Schaar ansässigen Shell-Ölraffinerie. Zudem wurden gegen Ende des 19. und Anfang des 20. Jahrhunderts beiderseits des Reiherstiegs Arbeitersiedlungen gebaut. Das westlich auf Neuhof gelegene Viertel wurde in den 1970er Jahren für den Bau der Köhlbrandbrücke abgerissen. Erhalten hat sich das östlich gelegene Reiherstiegviertel, das von 2007 bis 2013 im Sanierungsplan der Internationalen Bauausstellung in Wilhelmsburg steht.

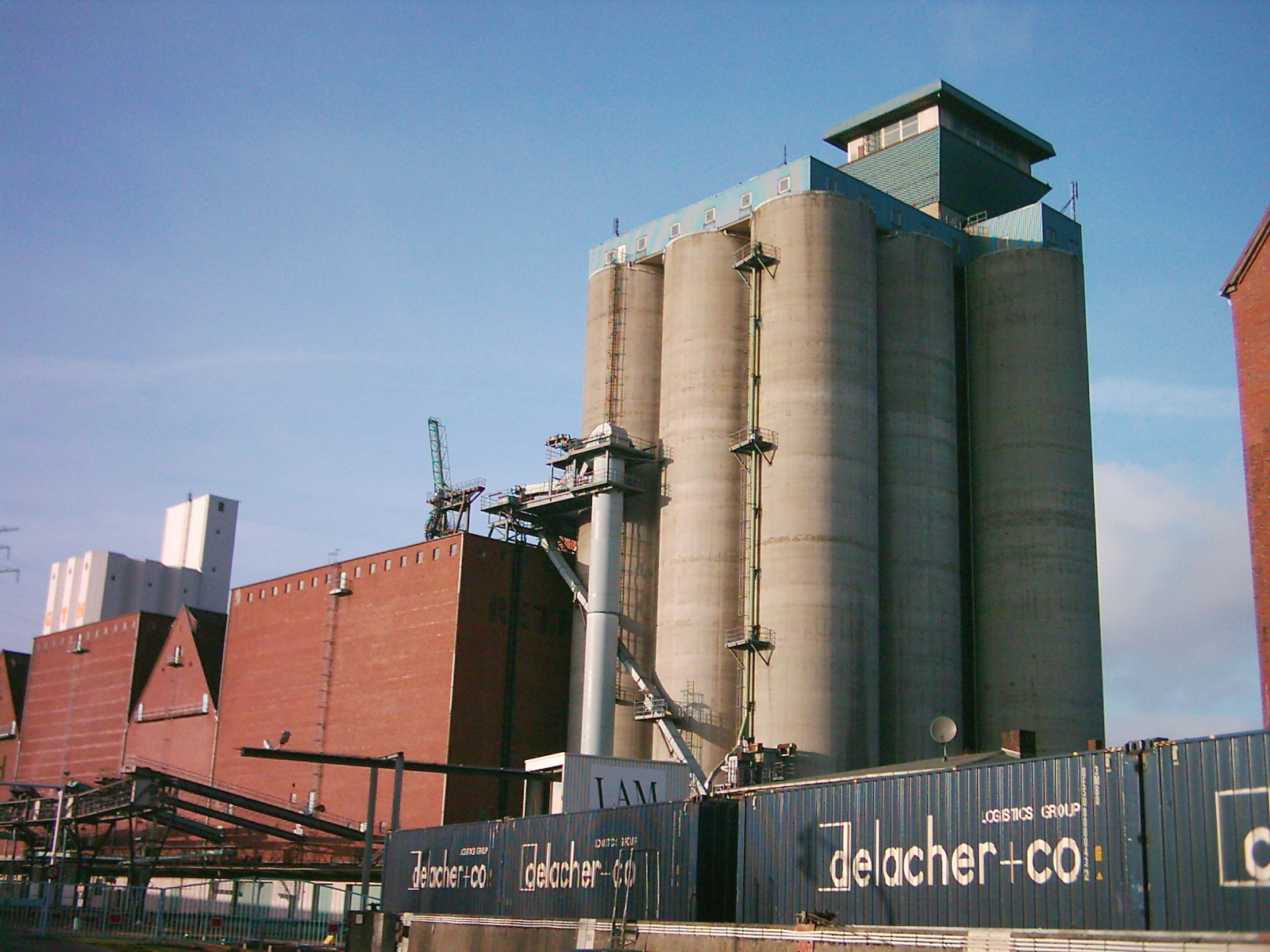
Das Getreide Terminal Hamburg (GTH) am Reiherstieg/Eversween
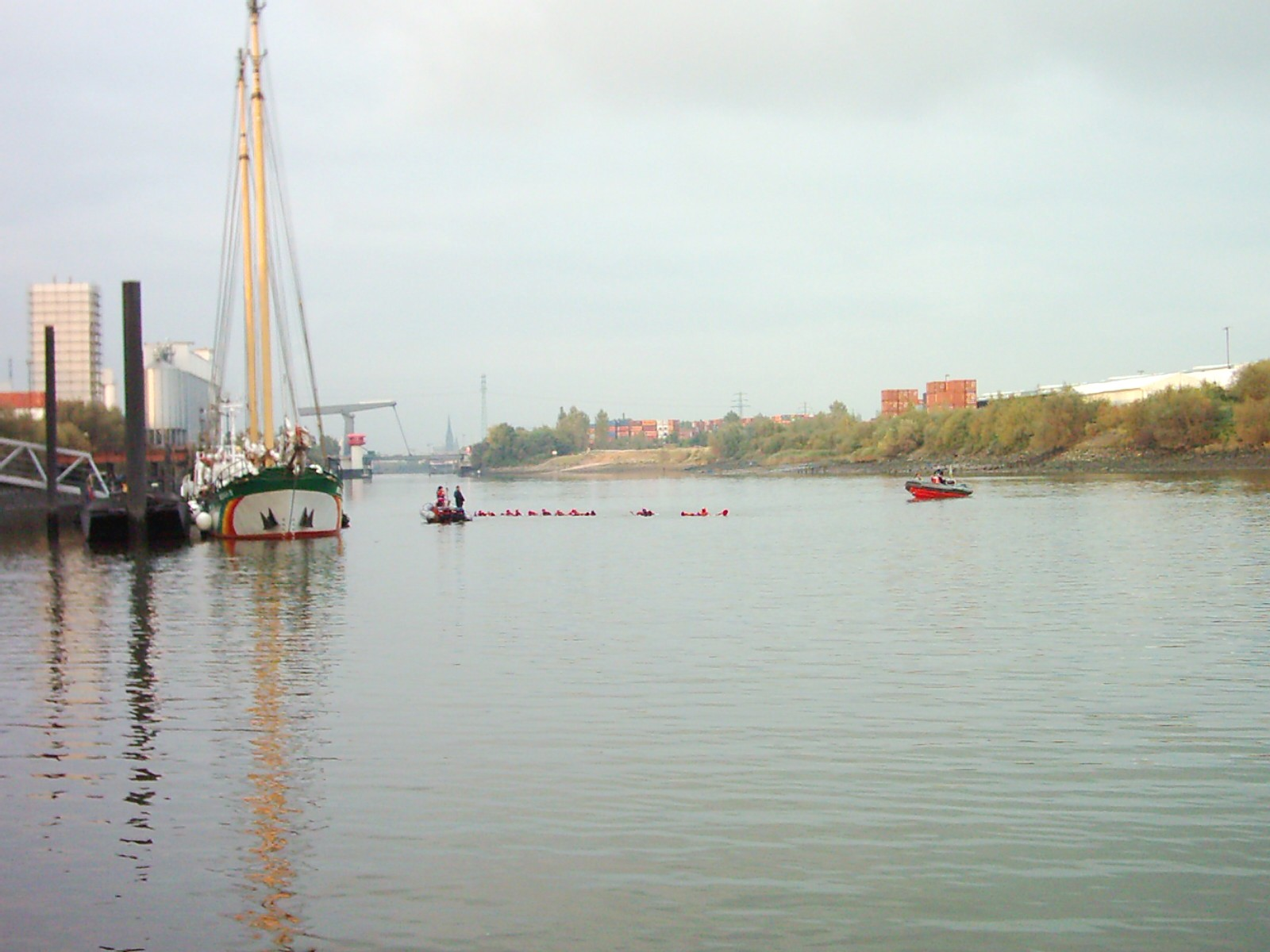
Der Anleger von Greenpeace am Reiherstieg, Höhe Ewersween
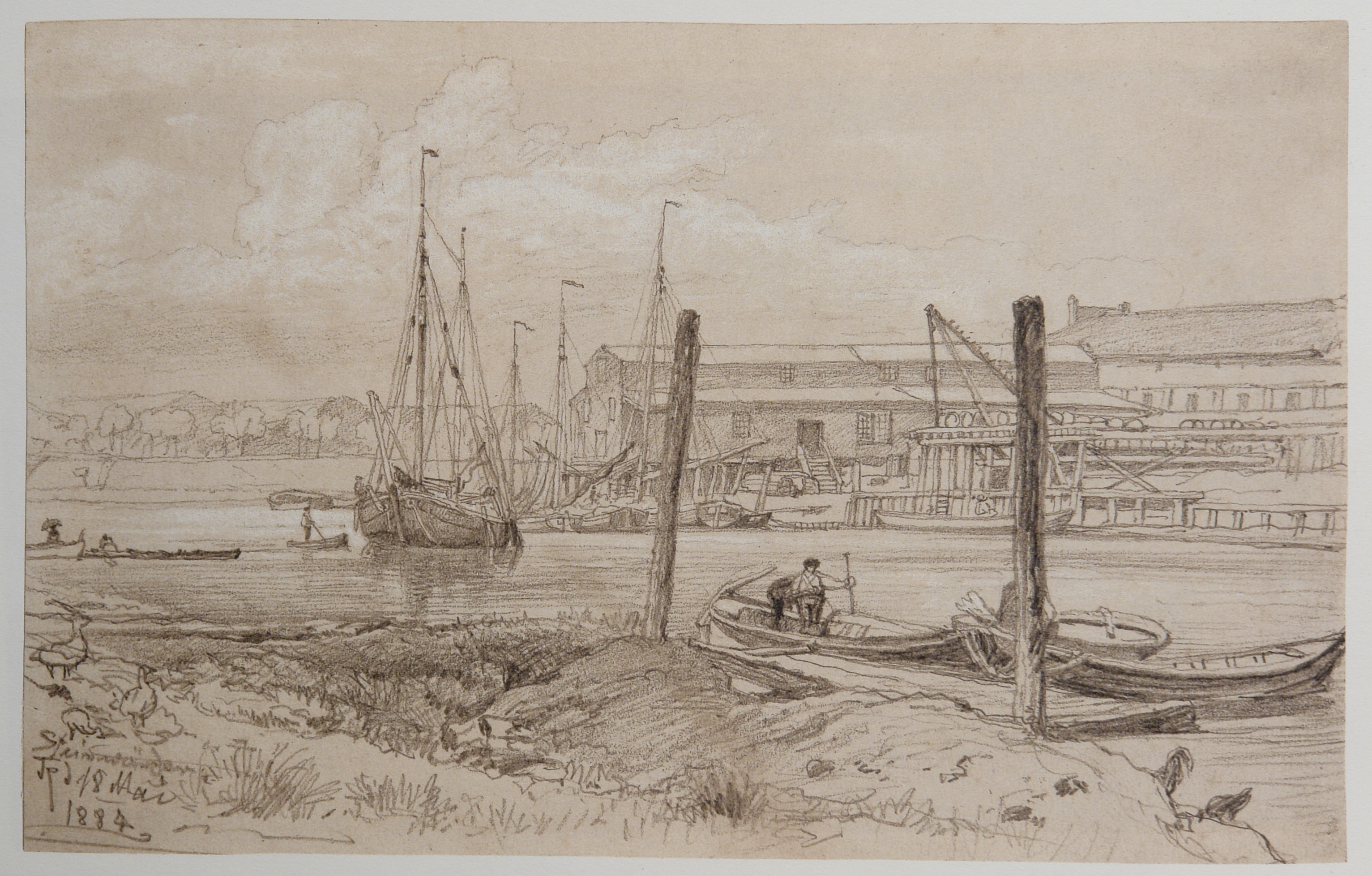
Am Reiherstieg 1884, Zeichnung von Johann Theobald Riefesell